# 艾士菲 (新南威尔士州)
33°53′20″S 151°07′30″E / 33.8889°S 151.1249°E
艾士菲（Ashfield）是澳大利亚悉尼內西區的一个区，位于悉尼商业中心区西南8公里。
艾士菲区歷史上一直有華人居住，其中包括19世紀末的悉尼聞人梅光達。艾士菲区从20世纪80年代至今更接受了许多华裔移民，其主街两侧上海人开设的店铺林立，故有“小上海”之称。

## 歷史

### 原住民
在歐洲人抵達之前，有一群旺阿爾人從東南亞遷移過來，居住於比現今艾士菲更廣闊的區域，確切人數未知。當時土地樹木茂盛，高大的桉樹遮蔽了高地和鐵灣溪邊的沼澤樹木。居民狩獵當地動物與魚類生活。部落與部落間常發生衝突，特別是為了女人。

### 早期英國移民
到1790年，英國在悉尼灣和巴拉馬打兩個殖民地之間建造了簡單的道路。這條路線後來成為擴張悉尼的主要路線，決定了英國早期的定居點，並且作為現今艾士菲的北部邊界。1793年，英國將第一塊地贈與理查德·约翰逊（Richard Johnson），並在1810年全數交與他。19世紀20年代，所有受贈的地合併為兩個大型莊園：艾士菲莊園（利物浦路和巴拉馬打路之間的北半邊）和坎特伯雷莊園（利物浦路的南半邊）。艾士菲莊園由羅伯特‧坎貝爾（Robert Campbell）命名，其父親為蘇格蘭屬艾士菲的領主。:1

### 人口成長
1838年，艾士菲莊園的擁有者伊麗莎白‧安德伍德（Elizabeth Underwood）將利物浦路和阿爾特街之間的一部分土地作為艾士菲村，1841年將阿爾特街另一部分土地建成聖約翰教堂，目前為艾士菲最古老的建築。至1855年，該地有70棟房子，200位居民。艾士菲作為悉尼—巴拉馬打鐵路的主要車站，開通那年開始人口爆發。1872年，艾士菲已有足夠的居民，可以建立市議會。到1890年，人口已增長到11,000人。:1-2
這個時期，艾士菲被認為是比城市還要更加理想的地方，以致變得愈來愈壅擠。在19世紀後期，當地建有許多宏偉的維多利亞式建築。但到了第一次世界大战時，此地區失去寵愛，富有人家大部分轉往北岸。在20世紀2、30年代，許多建築被拆除，由装饰风艺术的公寓或半獨立式的房子取代。這些建築部分被列為地標保存到現在。:2-3
20世紀50年代，艾士菲人口開始下降，人們轉往城市邊緣的便宜大房子。市議會開始興建公寓應對，有許多公寓從60年代就存在，至今也仍在興建新的公寓。不過許多當時興建的建築被列為文化遺產保護著。:4

### 工業歷史
雖然艾士菲從未成為一個有名的工業區，但它有幾個重要的行業：1920年開業的澳大利亞六號車廠，位於巴拉馬打路靠近弗雷德里克街。該地後來變成AWA（生產無線電元件和其他電子零件）。現在已經變成商業和住宅開發地。弗雷德里克街的另一邊是Peek_Freans餅乾工廠，其塔樓目前仍是行經巴拉馬打路時的熟悉之地。然而，這家工廠也已不再生產，現在是大間的Bunnings Warehouses。:3,21,24

## 基礎設施

### 商業區
主要的購物區位於艾士菲火車站南邊的利物浦路。沿著這個地帶，有幾個中型辦公大樓，許多街道商店和艾士菲購物中心，裡面有超市、有折扣的百貨商店和一些專賣店。這個商業區也延伸到了車站北邊的夏洛特街和伊麗莎白街。第二個商業區位於巴拉碼打路，主要由汽車相關的零售和輕工業組成。

### 交通
根據2006年人口普查，從艾士菲出門工作的通勤方式最多的是開車（46％），第二是火車（41％）。10％的人搭乘巴士，6％的人走路，1％的人騎自行車。公共運輸的總乘客量（46％）是悉尼總體的兩倍多。
艾士菲座落於兩大主要道路：巴拉馬打路與利物浦路的交匯處。巴拉馬打路從悉尼市延伸至巴拉馬打，並銜接大西公路，途中經過彭里斯、藍山，至巴瑟斯特。利物浦路從艾士菲的巴拉馬打路連接到利物浦，銜接休謨公路，途中經過古尔本、奥尔伯里，最終連接至墨尔本。雖然雪梨鐵軌路網已經稍微迴避這兩條路，但其車流量仍然很大，並連接起整個雪梨。另一條主要道路是弗雷德里克/米爾頓街，連接哈伯菲的城西連接道與克羅伊登公園的喬治河路。此外，還有人建議建設一條連接城西連接路與北斯特拉斯菲M4西高速公路起點的隧道。但是，該提案引起了當地的強烈反對，目前正在審查該計劃。
艾士菲火車站位於悉尼城市鐵路的內西區－萊普頓線上。艾士菲站於1855年開通，原本是悉尼－巴拉馬打鐵路的一站。2002年，艾士菲站翻新。現有直達車與普通車通往市環線、康寶樹（Homebush）、巴拉馬打和萊普頓（Leppington）。
艾士菲也是Transit Systems兩條公車路線：464與466的終點站，並有9條路線經過：406、413、418、461、480、483、490、491、492。
在19世紀90年代，艾士菲往恩菲爾德（Enfield）和寶活可透過路面電車到達，此軌道車原本是透過煤驅動，在1910年轉為電力，並運作到1948年。